# Litauiska kristdemokrater
| Valresultat  | Valresultat      |
| Mandatperiod | Platser i Seimas |
| ------------ | ---------------- |
| 1922-1923    | 38 (av 78)       |
| 1923-1926    | 40 (av 78)       |
| 1926-1927    | 30 (av 85)       |
| 1990-1992    | 2 (av 141)       |
| 1992-1996    | 10 (av 141)      |
| 1996-2000    | 16 (av 141)      |
| 2000-2004    | 2 (av 141)       |
| 2004-2008    | 0 (av 141)       |

Litauiska kristdemokrater, Lietuvos krikščionys demokratai (LKD) var ett politiskt parti i Litauen, bildat 1989 som ideologisk arvtagare till ett parti med samma namn, som dominerade litauisk politik i början av 1920-talet.
17 maj 2008 gick man samman med Fosterlandsförbundet och bildade det nya partiet Fosterlandsförbundet - Litauiska kristdemokrater.